# Kim Christian Beazley
Kim Christian Beazley (Perth, 14 december 1948) is een Australisch politicus. Hij nam verscheidene federale ministerportefeuilles op tussen 1983 en 1996. Beazley was gouverneur van West-Australië van 2018 tot 2022.

## Vroege leven en familie
Kim Beazley werd geboren op 14 december 1948 in Perth, als zoon van Kim Edward Beazley. Hij behaalde een Bachelor of Arts en Master of Arts aan de Universiteit van West-Australië.
In 1973 werd hem de Rhodesbeurs toegekend en hij behaalde een Master of Philosophy aan de Universiteit van Oxford.
De West-Australische Universiteit van Notre Dame Australië en Murdoch University kenden hem beide een eredoctoraat toe.
Kim Beazley is gehuwd met Susie Annus en heeft drie dochters: Jessica, Hannah en Rachel.

## Loopbaan
Kim Beazley werd voor het eerst in het Australische federale parlement verkozen in 1980. Hij zetelde er van 1980 tot 1996 voor de kieskring Swan en van 1996 tot 2007 voor de kieskring Brand.
In de labor-regeringen van Hawke en Keating nam Beazley verschillende keren portefeuilles op waaronder defensie, financiën, transport en communicatie, werk onderwijs en opleiding, luchtvaart en speciaal minister van staat. Van 1995 tot 1996 diende hij als vicepremier en partijleider. Hij leidde de oppositie van 1996 tot 2001 en van 2005 tot 2006.
In 2007 ging hij op rust als politicus. Hij werd dat jaar hoogleraar politicologie aan de Universiteit van West-Australië. In juli 2008 werd hij benoemd tot voorzitter van de Australian National University. Hij bleef dit tot december 2009.
Van februari 2010 tot januari 2016 was Beazley ambassadeur in de Verenigde Staten.
Bij zijn terugkeer werd Beazley benoemd tot voorzitter van Australian Institute for International Affairs (2016 - 2017), co voorzitter van de Australian American Leadership Dialogue (2016 - 2018), Distinguished Fellow aan het Australian Strategic Policy Institute en directeur van en Distinguished Fellow aan het Perth USAsia Centre.
Van 31 mei 2018 tot 30 juni 2022 was Beazley de 33e gouverneur van West-Australië.

## Onderscheidingen
In 2009 werd Beazley benoemd tot Compagnion in de Orde van Australië.
- Gemeinsame Normdatei: 1175996289
- International Standard Name Identifier: 0000 0000 6376 2783
- Library of Congress Control Number: n87823340
- Nationale bibliotheek van Australië: 35156277
- Système universitaire de documentation: 167895516
- Trove: 480231
- Virtual International Authority File: 40897683
- WorldCat: E39PBJktvx48Vm38bKXPMkF3Qq